# Apalis de Chapin
Apalis chapini
Pour les articles homonymes, voir Chapin.
Espèce
Statut de conservation UICN

 LC  : Préoccupation mineure
L'Apalis de Chapin (Apalis chapini) est une espèce de passereau appartenant à la famille des Cisticolidae. Le nom de cette espèce commémore l'ornithologue américain James Paul Chapin (1889-1964).

## Sous-espèces
Selon la classification de référence du Congrès ornithologique international (15.1, 2025) il se répartit en deux sous-espèces :
- Apalis chapini chapini Friedmann; 1928 — monts Uluguru ;
- Apalis chapini strausae Boulton, 1931 — Tanzanie et Malawi.